# 오가모촌
오가모촌(小鴨村)은 돗토리현 도하쿠군에 설치되었던 촌이다. 현재의 구라요시시에 해당한다.

## 역사
- 1889년 10월 1일 - 정촌제 시행에 의해 구메군 오가모촌이 성립하였다.
- 1896년 4월 1일 - 군의 통합에 의해 도하쿠군이 되었다.
- 1951년 4월 12일 - 구라요시정에 편입해 폐지되었다.

## 교통

### 철도
1941년 철도성 구라요시선 구라요시-세키가네 간 개통, 오아자 오카다에 니시쿠라요시역 개설

## 참고문헌
- 가도카와 일본 지명 대사전 31 鳥取県
- 『市町村名変遷辞典』東京堂出版、1990年。